# Dubovka (Volgograd)
|  | Per a altres significats, vegeu «Dubovka». |

Dubovka - Дубовка (rus) - és una ciutat de l'óblast de Volgograd, a Rússia. Es troba a la riba del Volga, a 46 km al nord-est de Volgograd.

## Història
La vila fou al començament una fortalesa fundada el 1732. Segons la tradició, el seu nom prové del bosc de roures que hi ha a prop (дуб, 'dub', significa 'roure' en rus). En els seus orígens Dubovka estava habitada per cosacs, però molts d'ells participaren en la revolta de Pugatxov, i foren expulsats després del fracàs. Dubovka rebé l'estatus de ciutat el 1803, però el perdé de seguida, i el recuperà finalment el 1925.